# Адамс, Люк
Люк Кендалл Адамс (англ. Luke Kendall Adams; род. 22 октября 1976, Додома) — австралийский легкоатлет, специалист по спортивной ходьбе. Выступал на профессиональном уровне в 1994—2017 годах, обладатель трёх серебряных медалей Игр Содружества, призёр Кубка мира в командном зачёте, чемпион Австралии, участник трёх летних Олимпийских игр.

## Биография
Люк Адамс родился 22 октября 1976 года в деревне Мвуми области Додома, Танзания. Занимался лёгкой атлетикой в Сиднее, проходил подготовку в клубе Bankstown Athletic Club.
Впервые заявил о себе на международном уровне в сезоне 1994 года, когда вошёл в состав австралийской сборной и выступил на юниорском мировом первенстве в Лиссабоне, где в зачёте ходьбы на 10 000 метров занял 24-е место.
В 1999 году на Кубке мира по спортивной ходьбе в Мезидон-Канон показал 55-й результат в личном зачёте 20 км.
23 июня 2000 года за выдающиеся достижения был награждён Австралийской спортивной медалью.
В 2002 году в дисциплине 20 км завоевал серебряную награду на Играх Содружества в Манчестере, в дисциплине 50 км занял 29-е место на Кубке мира в Турине.
В 2003 году в 20-километровой ходьбе одержал победу на чемпионате Австралии в Брисбене, финишировал пятым на чемпионате мира в Париже.
На Кубке мира 2004 года в Наумбурге пришёл к финишу 14-м. Благодаря череде успешных выступлений удостоился права защищать честь страны на летних Олимпийских играх в Афинах — в программе 20 км показал время 1:23:52, расположившись в итоговом протоколе соревнований на 16-й строке.
В 2005 году среди прочего закрыл десятку сильнейших на чемпионате мира в Хельсинки.
В 2006 году получил серебро на Играх Содружества в Мельбурне. На Кубке мира в Ла-Корунье занял 18-е место в личном зачёте 20 км и тем самым помог соотечественникам выиграть командный зачёт.
В 2007 году отметился победой на чемпионате Австралии в Брисбене, финишировал седьмым на чемпионате мира в Осаке.
На Кубке мира 2008 года в Чебоксарах с личным рекордом 1:19:15 пришёл к финишу седьмым в личном зачёте 20 км, став бронзовым призёром командного зачёта. Принимал участие в Олимпийских играх в Пекине — в дисциплинах 20 и 50 км был шестым и десятым соответственно.
В 2009 году на чемпионате мира в Берлине занял 18-е место в ходьбе на 20 км и пятое место в ходьбе на 50 км. Во втором случае установил свой личный рекорд — 3:43:39.
В 2010 году сошёл с 50-километровой дистанции на Кубке мира в Чиуауа, в дисциплине 20 км завоевал серебряную награду на Играх Содружества в Дели.
Стартовал в 50-километровой ходьбе на чемпионате мира в Тэгу, с результатом 3:45:31 стал на финише пятым.
В 2012 году в ходьбе на 20 км занял 21-е место на Кубке мира в Саранске. На Олимпийских играх в Лондоне в программе 50 км показал время 3:53:41 и занял итоговое 23-е место.
Завершил спортивную карьеру по окончании сезона 2017 года.